# 21511 Чіярдола
21511 Чіярдола (21511 Chiardola) — астероїд головного поясу, відкритий 22 травня 1998 року.
Тіссеранів параметр щодо Юпітера — 3,603.